# تمنوفيل
تَمْنُوفِيل وتعرف باسم صرود النمل (الاسم العلمي: Thamnophilus)، جنس طيور من فصيلة طائر النمل. قوتها الحشرات، توجد في الإقليم المداري الجديد.